# Henrik de Flindt
Henrik de Flindt (ved dåben: Henrich Flindt) (født 22. februar 1718 i Nysted, død 28. februar 1790 på Nielstrup) var en dansk godsejer og landsdommer.
Flindt var søn af købmand i Nysted, kommerceråd Jacob Henrikssøn Flindt (1684-1750) og Christine Caspersdatter Greve (1693-1721) og blev dimitteret fra Nykøbing Katedralskole i 1738. Fra den 3. februar 1739 og 3 år frem var han på studierejser til bl.a. Marburg, Tübingen, Paris og Leyden. 30. marts 1742 blev han kancellisekretær i Danske Kancelli og 15. april 1746 vicelandsdommer for Lolland-Falster. 25. marts 1757 avancerede han til justitsråd og 1. maj 1767 til etatsråd.
1750 arvede han Agerupgård og Nielstrup på Lolland. Han blev konferensråd 21. oktober 1774, og 20. oktober 1768 blev han adlet. 1. maj 1782 blev han hvid ridder. Han roses for human behandling af sine bønder og for finansiering af tårn og klokke i Våbensted Kirke.
I første ægteskab blev han gift 19. september 1747 i Våbensted Kirke med Johanne Christine Riis (23. september 1709 i Helsingør – 8. maj 1755 på Nielstrup), datter af byfoged og stadsskriver Peder Riis, i andet ægteskab ægtede han 21. oktober 1757 Frederikke Christina komtesse Holck (3. august 1725 på Holckenhavn – 7. juli 1787 på Nielstrup), datter af grev Christian Christopher Holck og Ermegaard Sophie von Winterfeldt.
Den ældste søn, oberst og ritmester Christian Christopher de Flindt overtog godserne, men solgte dem allerede 1798. En anden søn var officeren Jacob Flindt. Den adlede gren af slægten Flindt er senere uddød.